# Transverberazione

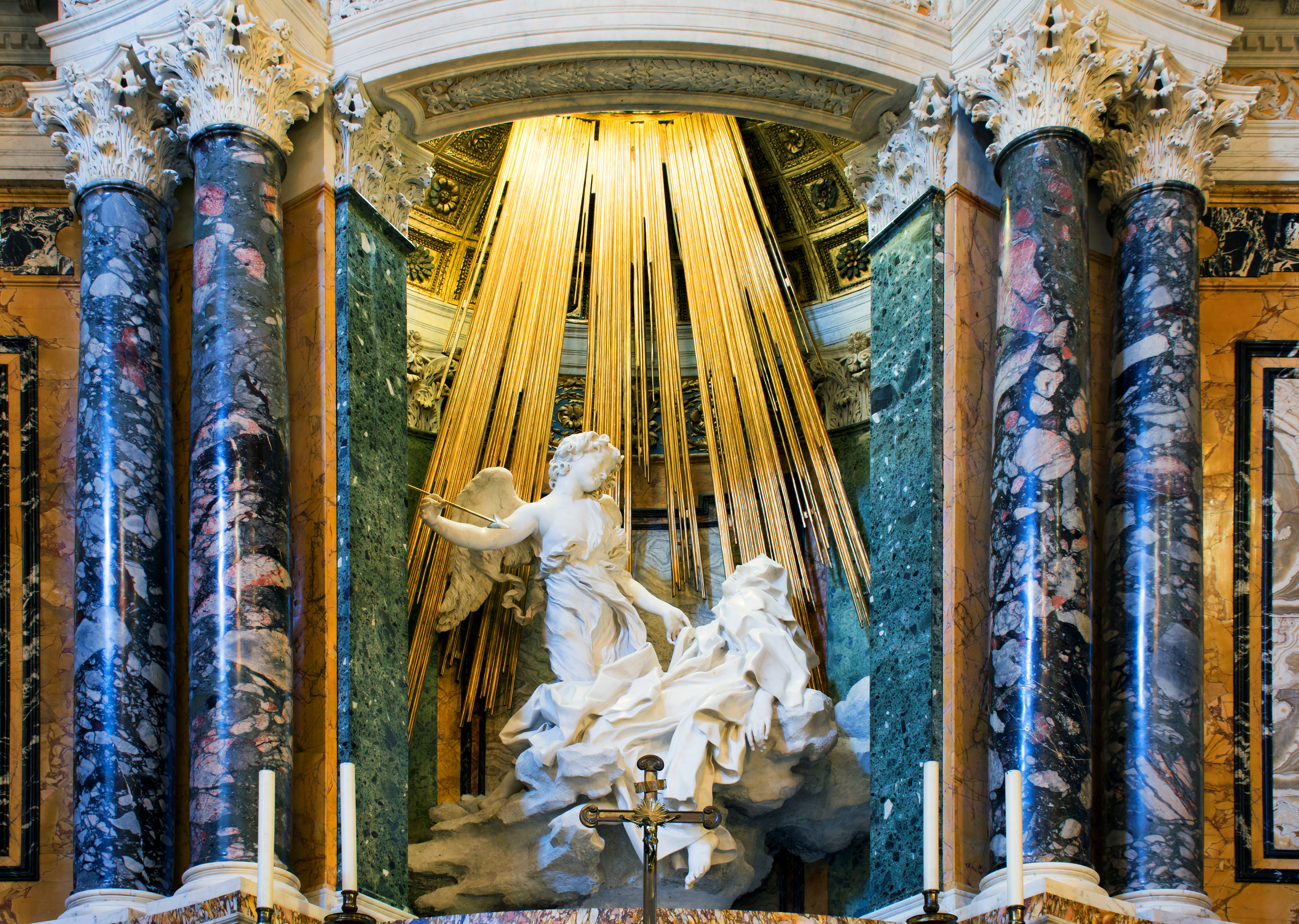
Gian Lorenzo Bernini, Estasi di Santa Teresa d'Avila (1647–1652), Roma, Chiesa di Santa Maria della Vittoria

Nella mistica cattolica, la transverberazione o trasverberazione (dal latino transverberare, cioè trafiggere), o assalto del Serafino, oppure, quando si manifesta esteriormente, ferita d’amore, indica la trafittura del cuore con un oggetto affilato (freccia o lancia), da parte di una creatura angelica o di Cristo stesso. Non va confusa con le stigmate, o piaghe d'amore, sia per la diversa localizzazione nel corpo, sia perché sarebbe accompagnata dalla visione di chi infligge la ferita e da dolore morale oltre che fisico. San Giovanni della Croce la definisce cauterizzazione mistica fra la Trinità e la persona, paragonandola a una purificazione amorosa.

## Casi famosi
Tra i casi più celebri quello di santa Teresa d'Ávila, il cui cuore sarebbe stato trafitto durante un'estasi da un angelo con una freccia infuocata (come rappresentato nella celebre scultura del Bernini). 
(Santa Teresa d'Avila, Autobiografia, XXIX, 13)
Alcuni psicanalisti, tra i quali Jacques Lacan, Julia Kristeva e Luce Irigaray, hanno dato un'interpretazione psicologica dell'esperienza mistica di santa Teresa. Sono state avanzate anche altre interpretazioni, laiche o confessionali.
Altri famosi casi di transverberazione sarebbero stati quelli di san Francesco d'Assisi, san Giovanni della Croce, santa Veronica Giuliani, santa Mariam Baouardy, san Filippo Neri, san Nicola Saggio da Longobardi e san Pio da Pietrelcina.